# Сысоев, Владимир (футболист)
Владимир Сысоев (тадж. Владимир Сисоев, 5 августа 1983, Турсунзаде, Таджикская ССР, СССР) — таджикистанский футболист, этнический русский. Играет на позиции вратаря за команду «Регар-ТадАЗ».

## Биография
Родился в Турсунзаде в 1983 году. В возрасте 12 лет записался в детскую команду «Регар-ТадАЗ» тренера Джураева Ахмеда. В 2001 году был зачислен в дублирующий состав регарского клуба. Сезон 2002 года отыграл в турсунзадевском «Аниконе». В 2003 вернулся в «Регар», а сезоны 2004—2005 выступал в составе кулябского «Ансола».
В 2006 пригласили в СКА «Памир», где он сыграл один сезон. С 2007 года выступает в составе «Регар-ТадАЗ».
Несколько раз вызывался в сборную Таджикистана, однако пока не дебютировал.